# 東かがわ市立引田中学校
東かがわ市立引田中学校（ひがしかがわしりつ ひけたちゅうがっこう）は、香川県東かがわ市にある公立中学校。

## 沿革
- 1947年 - 引田町立の引田中学校、小海中学校、相生中学校の3校が創立
- 1952年 - 引田中学校と小海中学校が統合し、引田小海中学校となる
- 1955年 - 引田小海中学校が引田中学校に改称
- 1970年 - 引田中学校と相生中学校が統合
- 2003年4月1日 - 大川郡引田町が同郡大内町、白鳥町と合併、東かがわ市が発足したのに伴い、東かがわ市立引田中学校となる。
- 2011年4月1日 - 2007年3月に廃校となった香川県立大川東高等学校跡地に引田小学校とともに移転[1]。

## 通学区域
- 東かがわ市
  - 坂元、馬宿、南野、黒羽、川股、吉田、引田、小海

## 周辺
- 東かがわ市立引田小学校（同敷地内に併設）
- JR四国高徳線引田駅
- 東かがわ市役所引田庁舎
- 国道11号
- 引田港

## 出身者
- 池本宗太朗（バスケットボール選手）

## 通学区域が隣接している学校
- 東かがわ市立白鳥小中学校

以下は徳島県。
- 阿波市立土成中学校
- 上板町立上板中学校
- 板野町立板野中学校
- 鳴門市瀬戸中学校